# Eduardo Srur
Eduardo Srur nasceu em 1974 na cidade de São Paulo, onde vive e trabalha atualmente.
O artista começou com a linguagem de pintura e se destacou nas intervenções urbanas. Suas obras se utilizam do espaço público para chamar a atenção para questões ambientais e o cotidiano nas metrópoles, sempre com o objetivo de ampliar a presença da arte na sociedade e aproximá-la da vida das pessoas.
A cidade é o seu laboratório de pesquisa para a prática de experiências artísticas.
O conjunto de trabalhos de Srur é uma crítica conceitual que desperta a consciência e o olhar para uma nova estética e o entendimento das artes visuais.
Realizou diversas intervenções urbanas na cidade de São Paulo e participou de exposições em muitos países, entre eles Cuba, França, Suiça, Espanha, Holanda, Inglaterra e Alemanha.
É idealizador e proprietário da ATTACK Intervenções Urbanas, uma empresa especializada na produção de projetos especiais no espaço urbano.

## Sobre a intervenção urbana
A intervenção urbana cria uma galeria a céu aberto, permitindo à população vivenciar manifestações artísticas no dia a dia. De livre acesso e conceito simples, estimula infinitas leituras e experimentações estéticas diferentes em camadas sociais e faixas etárias.Também oferece às novas gerações um contato mais próximo com o universo da arte contemporânea. A intervenção urbana promove um engajamento maior da arte com o mundo e propõe transformar o cotidiano de milhares de indivíduos a cada exposição. Ao criar intervenções, Srur rompe os limites do sistema artístico e amplia a presença da arte na sociedade.

## Obras

### Carruagem
Exposição que provocava um questionamento sobre os problemas de mobilidade urbana na cidade de São Paulo. Formada por uma réplica de carruagem e quatro cavalos esculpidos em escala real, a intervenção foi instalada no mastro da ponte estaiada da marginal Pinheiros, a 30 metros de altura. A obra compara a velocidade média de deslocamento de um carro no trânsito paulistano no horário de pico e a velocidade de uma carruagem nos tempos do Império. Ambos movimentam-se a lentos 20 quilômetros por hora. Srur se apropriou do mais novo cartão-postal da metrópole para denunciar a transformação da paisagem urbana e criar um novo olhar sobre a cidade. O espectador é surpreendido pela presença surreal de um elemento de mobilidade do passado em um local improvável e que parece se deslocar rumo ao infinito. Para o artista, “a carruagem é o símbolo mais adequado para representar a mobilidade nas ruas de São Paulo”.

### Labirinto
A exposição “Labirinto” exibida no parque Ibirapuera em São Paulo foi composta a partir de 60 toneladas de materiais recicláveis (garrafas PET, plásticos, embalagens, alumínios, tetrapacks, entre outros) na forma de um labirinto geométrico e ocupou 400 metros quadrados na praça da Paz, com espelhos de acrílico no interior e dois acessos para circulação das pessoas. Segundo Srur, o Labirinto foi "Uma obra provocativa que reativa os sentidos e a percepção do público. O espectador é convidado a entrar no labirinto em busca da saída entre os resíduos sólidos, colocando-o frente a frente com o lixo que produz."

### Supermercado
“Supermercado” é um vídeo da performance do artista dentro de uma grande loja de conveniências em plena atividade. Srur caminha pelas gôndolas e utiliza os produtos sobre o próprio corpo, recriando de forma chocante o atual impulso de consumo que domina a sociedade.

### A Arte Salva
Intervenção artística colaborativa no Congresso Nacional, em Brasília. A obra não autorizada aconteceu no dia 8 de dezembro com a participação de dezenas de pessoas que jogaram 360 bóias salva-vidas no espelho d’água com a frase “A ARTE SALVA”. O artista fez uma palestra em novembro, convocando os estudantes e planejou uma oficina nos ateliers da UNB - Universidade de Brasília - dias antes da ação para organizar o coletivo.

### Pets
Intervenção urbana com esculturas gigantes na forma de garrafas plásticas de refrigerante. A exposição ocupou as margens de concreto do poluído rio Tietê, em São Paulo por dois meses e foi vista por mais de 60 milhões de pessoas. A obra reativou visualmente o principal rio da cidade e levou 3 mil crianças e professores da rede pública de ensino para visitar a intervenção.
No final da exposição, o material plástico das garrafas infláveis foi transformado em centenas de mochilas desenhadas pelo artista Jum Nakao e doadas às escolas participantes.

### Touro Bandido
O Touro Bandido é um personagem do imaginário brasileiro, um animal que nunca foi dominado e virou lenda nacional. O touro faz uma inseminação artística na vaca. A intervenção subversiva nas vacas da Cow parade durou sete horas e terminou com a apreensão das peças e inquérito policial.

### Atentado
Vídeo em que o artista explode bombas de tinta sobre outdoors na cidade de São Paulo. Os atentados, além de uma crítica à especulação publicitária, são interferências estéticas, já que as cores e as imagens são previamente combinadas. As ações, sempre subversivas, são uma resposta ao bombardeio visual da mídia na paisagem urbana. O vídeo participou de exposições na França, Suíça, Espanha, Cuba e Eslováquia.

### Caiaques
Dezenas de caiaques tripulados por manequins sobre as poluídas águas do rio Pinheiros, em São Paulo, promoveram um curto-circuito visual na cidade. Nas últimas semanas da exposição, o lixo da cidade se juntou às esculturas, criando uma imensa ilha de resíduos e alterando radicalmente a composição da obra. 

### Sobrevivência
Intervenção urbana com coletes salva-vidas marítimos em 16 monumentos da cidade de São Paulo. O trabalho foi realizado em esculturas do século XX que glorificam heróis da história nacional. A ocupação do patrimônio histórico na capital paulista se integra à obra de Eduardo Srur com a proposta de reativar visualmente elementos da história, da arquitetura e do convívio social da cidade – territórios abandonados pela imaginação urbana.
Ao criar uma situação em que a cidade volta a olhar para si mesma, o artista propõe uma reflexão sobre o vínculo entre o cidadão e o espaço, e também sobre as possibilidades de recriar a paisagem coletiva.

### Acampamento dos Anjos
Intervenção composta por barracas de camping instaladas verticalmente na arquitetura de edifícios e construções.  Desde 2002, Srur realiza esta obra de motivação espiritual que nasceu com a leitura do salmo “O anjo do Senhor acampa-se ao redor dos que o temem e os livra”.  A percepção de anjos acampados em locais suspensos e a ideia de proteção permeiam o conceito do trabalho. Durante a noite, a iluminação no interior das barracas transforma a instalação. No Brasil, a obra esteve presente em Florianópolis, Curitiba e São Paulo. No exterior, participou de exposições na França (Paris e Metz), Suíça (Friburgo e Nyon) e Cuba (Havana).

### Palmitos
Instalação com milhares de frascos de palmito em conserva de origem ilegal, apreendidos pela polícia florestal do estado de São Paulo. A convite da Secretaria do Meio Ambiente, o artista criou uma obra visual no Parque Villa-Lobos com o material, que depois foi incinerado.

### Âncora
Intervenção não autorizada no Monumento às Bandeiras, em São Paulo. Também conhecido como “Empurra-Empurra”, foi esculpido em granito por Victor Brecheret e inaugurado em 1954. Srur construiu uma âncora velha de navio e instalou o objeto, em pleno dia, no monumento modernista que representa o desenvolvimento de São Paulo. Mesmo sem a aprovação da prefeitura, “Âncora” permaneceu 3 semanas no local e durante uma tentativa de retirá-la, o artista foi – ironicamente – impedido pela polícia, que alegou estar defendendo o patrimônio histórico da cidade. 

### Bicicletas
Intervenção urbana realizada na avenida Paulista, em São Paulo. Bicicletas coloridas cruzaram o espaço aéreo, suspensas por cabos de aço durante 20 dias. Um sistema a motor movimentava as peças entre uma fachada e outra, chamando a atenção dos motoristas e transeuntes da avenida. A instalação integrou a Mostra SESC de Artes, na exposição Molina Remix. 

### Escoras
Projeto de intervenção no vão livre do Museu de Arte de São Paulo (MASP). A ideia de apropriar-se da arquitetura do espaço questionava a capacidade de sustentação institucional do museu e ampliava a presença da arte contemporânea no espaço público da principal avenida da cidade. 

### Masters
A intervenção com diversos modelos de antenas ocupou o teto central do [Museu Brasileiro da Escultura] (MuBE). A obra revelava uma nova perspectiva de uso do ornitorrinco institucional. Segundo Srur, “o artista é uma antena da sociedade. Seu trabalho deve transmitir as informações de forma menos elitista, ser um produto que se expande para além das paredes museológicas.”

### Nau
A Rosa-dos-Ventos é um instrumento de orientação naútico baseado nas quatro direções fundamentais (norte, sul, leste e oeste) e suas intermediárias. Sua utilização é comum nos sistemas de navegação antigos e atuais. As origens remotam ao século I a.C. e, desde então, o vento tornou-se o principal elemento de orientação para as navegações. A obra Nau faz alusão clara a forma clássica de um barco de papel que fazemos quando criança. A peça tem um sistema de eixo central que permite a rotação do objeto sobre a Rosa-dos-ventos. A relação entre os dois elementos se completa com a participação do público que pode tocar e movimentar a escultura no parque interagindo com a peça e o grafismo do piso.

### Surf-Ar
Instalação com pranchas de surfe no SESC Pinheiros, em São Paulo. O conjunto ficou em suspensão por meio de fios de nylon e ocupou a área da piscina, através dos vidros da galeria. O público do SESC observava a exposição de diversas perspectivas e espaços da instituição: dentro da sala expositiva, nadando nas piscinas e do restaurante do piso superior.

### Sala de Aula
Trabalho realizado no pátio de uma escola pública da cidade de São Paulo, com objetos encontrados no próprio local - mesas e cadeiras de madeira. As peças estavam abandonadas e em estado de deterioração, à vista dos alunos e dos gestores escolares. As composições de “Sala de Aula” ampliam o campo de experimentação de Srur e revelam a iniciativa política que será ingrediente em futuras intervenções urbanas. Após as montagens, a coordenação da escola exigiu que se retirassem as peças do local.

### Pachamama
Obra composta por 400 carrinhos de cerâmica pintados com tinta acrílica. A peça original foi desenvolvida a partir da pintura “Família” (1997), da série “Veículos”. O trabalho revela mudanças importantes na trajetória do artista: a pesquisa de novos materiais e, principalmente, a produção em série e a ocupação do espaço público.

## Pinturas

### Veículos
Em 1996 se iniciou a primeira série de pinturas a óleo de Eduardo Srur. Após uma viagem pela costa do Pacífico e pela cordilheira dos Andes, o artista voltou para a cidade de São Paulo e, com base em seus registros fotográficos, fez as composições realistas com veículos velhos e abandonados nas paisagens naturais. As pinturas remetiam à atmosfera introspectiva e solitária das viagens. Os veículos eram símbolos de passagem, elementos transitórios das vivências iniciáticas.

### Contêineres
Em 2001, uma viagem a um porto alfandegário da Argentina transformou os elementos centrais das pinturas de Srur. Os contêineres assumiram o primeiro plano e o cenário realista sofreu alterações graduais devido ao uso da câmera digital e de recursos gráficos no processo de trabalho. O horizonte permanecia na paisagem, mas o realismo foi lentamente substituído pela abstração. Segundo o artista: "O contêiner é um mistério. Você não sabe o que ele guarda, não sabe se está cheio ou vazio."

### Celestial
Celestial foi a terceira série de pinturas de Srur e nela o artista assumiu o interesse pela cor e pela abstração. Ele fotografava fragmentos de céus depois de tempestades e utilizava as imagens para compor o fundo dos quadros. As formas biomórficas dominam a composição dos trabalhos, e espessas camadas de tinta a óleo constroem na tela uma nova perspectiva captada pela lente digital. O horizonte desaparece e surgem fragmentos de céu. Contêineres dourados flutuam no espaço colorido e enigmático, que remete a planos cartográficos e imagens de satélite.